# Termoelektrarna Velenje
Termoelektrarna Velenje je bila termoelektrarna s skupno inštalirano močjo 7.25 MW pri Starem jašku Premogovnika Velenje, domačini jo imenujejo tudi Stara elektrarna. Za gorivo je uporabljala Velenjski lignit. V času svojega 42 letnega delovanja je delovala kot elektrarna, toplarna in kotlarna ter je imela zgodovinsko pomembno vlogo pri energetskem razvoju Šaleške doline kot celotne države. V termoelektrarni so se kalili ključni domači tehnični kadri, ki so kasneje delovali pri obratovanju več kot stokrat močnejše Termoelektrarne Šoštanj.

## Zgodovina

### Električni enosmerni dinamo pri Starem jašku 1902-1905
Zunaj jame premogovnika so imeli leta 1902 električno razsvetljavo na enosmerni tok z dinamom 112 A pri napetosti 115 V za 48 žarnic in 4 obločnice. Električni izkoristek dinama je bil okoli 50%, zaradi česar je moral biti parni stroj moči okoli 35 KM, kar je 25 kW, da je dinamo oddajal 12,88 kW električne moči. Za proizvodnjo 1 kWh električne energije je potrebovala 12 kg premoga. Poraba premoga je znašala za proizvodnjo elektrike okoli 2 toni na dan ali dobrih 700 ton letno.

### Lappova termoelektrarna 1905-1929
Leta 1904 se je takratni lastnik premogovnika Velenje Daniel von Lapp odločil, da se ob kotlovnici pri jašku naredi prizidek za elektrarno z izmeničnim tokom izključno za potrebe premogovnika. 
Leta 1905 je sta pričela delovati dva batna parna stroja moči 180 KM in 110 KM z izmeničnima generatorjema 150kVA in 135 kVA. Največji porabnik elektrike je bil motor ventilatorja na zračnem jašku. Prvo elektrarno so kar nekajkrat posodobili in povečali njeno moč. Za proizvodnjo 1 kWh električne energije je potrebovala 7 kg premoga. Poraba premoga je znašala 36 ton na dan oz. 13 000 ton letno, če je obratovala na polni moči. Delovala je 24 let do leta 1929, ko je bila zgrajena nova termoelektrarna za elektroenergetsko omrežje. Občasno je služila kot rezerva in so jo še nekajkrat pognali v primeru motenj v novi termoelektrarni.

#### Projekt izgranje velike Lappove termoelektarne v Pesju pri Velenju
Prvi rezultati elektrifikacije so pokazali obetavno priložnosti povečanja prodaje velenjskega premoga. Von Lapp je hitro zaslutil, da bi lahko bil poslovno še uspešnejši, če bi namesto lignita ponudil komercialno električno energijo.  Z izgradnjo predvidene bodoče velike termoelektrarne, ki bi napajala porabnike v: Celovcu, Gradcu, Mariboru in Celju bi se ekonomski polažaj premogovnika z slabšo kakovostjo premoga znanto izboljšal. V naslednjih letih je zato Lapp nameraval v Pesju pri Velenju zgraditi večjo termoelektrarno z močjo 37 MW, začetek gradnje je preprečila njegova smrt leta 1910. 

### Termoelektrarna Velenje 1929-1967
Termoelektrana Velenje je pomenila nadljevanje uresničevanja Lappove vizije uplemenitenja premoga v električno energijo in poboljšanja ekonomske situacije premogovnika. Gradnja je potekala v letih 1927-1928 oddaljena je bila 80 metrov od Lappove termoelektarne. Slovesno so novo termoelektrarno predali svojemu namenu 17. oktobra leta 1929, ko je začela obratovati dokaj moderna I faza TEV z dvema 5 kV turboagregatoma skupne moči 2000 kW (2 MW) in lesenim hladilnim stolpom zmogljivosti 800 m³/h. Elektrarna je imela dva kotla Krupp z zmogljivostjo vsak 10 ton pare na uro pri 350 °C in 18 barih. 15. avgust 1931 so na ljubljanskem kolodvoru zagorele prve žarnice, ki jih je napajala elektrika iz Velenja. II faza TEV se je začela graditi maja 1931 in je bila klub gospodarski krizi končana oktobra leta 1934 z  novim 5250 kW (5,25 MW) turboagregatom in dvema kotloma Babcock – Wilcox z zmogljivostjo vsak 28 ton pare na uro pri 375 °C in 20 barih, kar je njeno skupno električno moč zaokrožilo na 7,25 MW. Za proizvodnjo 1 kWh električne energije je potrebovala 3,5 kg premoga. Poraba premoga je znašala 440 ton na dan oz. okoli dobrih 150 000 ton letno, če so vsi trije bloki obratovali s polno močjo. 
Lokalno je TEV napajala: Velenje, Šalek, Pesje, Družmirje, Šoštanj in Topolšico. Med leti 1929 in 1931 so zgradili nov 60 kV daljnovod Velenje-Podlog-Črnuče, dolg 65,5 kilometra, ki je povezal Šaleško dolino z ljubljansko regijo, s katerim je bila omogočena elektrifikacija mesta Ljubljane in njene okolice kajti po takrat prvi zgrajeni mreži visokonapetostnih daljnovodov je pošiljala zanesljiv vir energije v mnoga mesta, trge in vasi. S priključkom TEV na električno omrežje Kranjskih deželnih elektrarn v tridesetih letih dvajsetega stoletja je začel krog uporabnikov Velenjske električne energije hitro naraščati. V noči na 15. avgusta 1931 so na ljubljanskem kolodvoru zasvetile tudi prve žarnice, ki jih je napajala elektrika Velenjskega lignita. Leta 1943 so zgradili daljnovod Velenje-Dravograd 110 kV.
V letih 1958 in 1959 so v TEV potekala rekonstrukcijska dela za sočasno proizvodno toplotne in električne energije. 29. novembra leta 1959 je TEV začela proizvajati toplotno energijo za potrebe novozgrajenega daljinskega ogrevanja novega mestnega središča Velenje, kot prvi sistem daljinskega ogrevanja v Sloveniji in takratni domovini Jugoslaviji. Mesto so priključili na trocevni sistem, sočasno je bil speljan parovod zmogljivosti 5 ton pare na uro do jame Preloge. Do leta 1965 so priključili tudi veliko individualnih hiš. Toplotna postaja TEV je delovala z dvema prenosnikoma (izmenjevalcema) skupne moči 10,5 MW pri 130/70 °C, 10 bar in 250 m³/h.
Leta 1967 so končali z vgradnjo še dveh prenosnikov toplote in povečali črpalno zmogljivost TEV na 500m³/h ter končno toplotno moč na 25,5 MW. Od tega leta je TEV delovala samo še kot kotlarna. Število uporabnikov se je še naprej naglo širilo. 
Leta 1970 je TEV napajala 56 toplotnih podpostaj z 46 MW priključne moči pri uporabnikih in 40 km omrežja. Proizvodne zmogljivosti TEV so bile v celoti izkoriščene. Nadaljnje povečevanje ogrevalnih zmogljivosti TEV pa ni bilo več smiselno, saj so bili kotli in naprave iz tridesetih let dvajsetega stoletja in so bili stari že več kot 40 let ter zelo iztrošeni, zastareli, prešibki in nerentabilni. 
11. septembra 1971 je zatorej Termoelektrarna Velenje prenehala obratovati, omrežje daljinskega ogrevanja je bilo z novozgrajenim magistralnim vročevodom priklopljeno na proizvodne vire Termoelektrarne Šoštanj in tako omogočeno nadaljnjo širjenje omrežja in povečevanje števila uporabnikov tudi v industriji. 
Ta elektrarna ni proizvajala električne energije le za potrebe velenjskega premogovnika, temveč je odigrala pomembno vlogo tudi pri elektrifikaciji Slovenije, saj je bila največja in najpomembnejša termoelektrarna Dravske banovine do izgradnje Trboveljske Termoelektrarne leta 1938 in Brestaniške Termoelektrarne leta 1939.

## Stavba TEV
Stavbo TEV je skonstruiral inž. Mitschek in inž. Boškovič leta 1926 in predstavlja eno izmed najbolj monumentalnih industrijskih stavb in jo štejemo med najlepše industrijske arhitekturne bisere iz tega obdobja na slovenskih tleh, gradnja je potekala 1927-1928 leta, kasneje so naredili še prizidek iz zahodne strani za II fazo TEV in leta 1966 še prizidek za toplotno postajo daljinskega ogrevanja, ki so leta 2025 odstranili. Stavba danes še vedno stoji.
Obstajajo načrti za izvedbo obnove Velenjske Termoelektrarne v vrednosti 29 milijonov evrov, dela bi naj bila zaključena leta 2026.

## Proizvodne enote
| Enota  | Gorivo           | Obratovanje | Moč (MWel) | Daljinsko ogrevanje |
| ------ | ---------------- | ----------- | ---------- | ------------------- |
| Blok 1 | Velenjski lignit | 1928-1971   | 1          | Da                  |
| Blok 2 | Velenjski lignit | 1928-1971   | 1          | Da                  |
| Blok 3 | Velenjski lignit | 1934-1971   | 5,25       | Da                  |

### Tehnični podatki
| NAPRAVA                     | ENOTA    | BLOK 1   | BLOK 2   | BLOK 3              |
| --------------------------- | -------- | -------- | -------- | ------------------- |
| Leto                        |          | 1929     | 1929     | 1934                |
| KOTLI                       |          | Krupp    | Krupp    | Babcock – Wilcox    |
| Število                     | kom      | 1        | 1        | 2                   |
| Zmogljivost                 | t/h      | 10       | 10       | 28                  |
| Sveža para: tlak            | bar      | 18       | 18       | 20                  |
| Temparatura                 | °C       | 350      | 350      | 375                 |
| Napajalna voda: temparatura | °C       |          |          |                     |
| Dodelilniki: število        | kom      |          |          |                     |
| Zmogljivost dodelilnikov    | t/h      |          |          |                     |
| Dimni plini: Temperatura    | °C       |          |          |                     |
| Izkoristek kotla            | %        |          |          |                     |
| Višina dimika               | m        |          |          |                     |
| TURBINE                     |          |          |          | Brown, Boveri & Cie |
| Število                     | kom      | 1        | 1        | 1                   |
| Nazivna moč                 | MW       | 1        | 1        | 5,25                |
| Tlak sveže pare - vstop     | bar      |          |          |                     |
| Nazivni vrtljaji            | min-1    | 3.000    | 3.000    | 3.000               |
| Hladilna voda: zmogljivost  | m3/h     | 400      | 400      |                     |
| Nazivna Temperatura         | °C       |          |          |                     |
| Višina hladilnega stolpa    | m        |          |          |                     |
| GENERATORJI                 |          |          |          |                     |
| Nazivna moč                 | MVA      |          |          |                     |
| Nazivna napetost            | V        | 5        | 5        | 5                   |
| Nazivni fazni kot           | cos φ    |          |          |                     |
| Vzbujanje                   | Statično | Statično | Statično | Statično            |
| Hlajenje                    | bar      | z zrakom | z zrakom | z zrakom            |
| Specifična poraba premoga   | kg/kWh   | 3,6      | 3,6      | 3,5                 |
| Izkoristek blokov           | %        | 9        | 9        | 9,5                 |
| BLOKOVNI TRANSFORMATORJI    |          |          |          |                     |
| Nazivna moč                 | MVA      |          |          |                     |
| Prestavno razmerje          | kV       | 5/60     | 5/60     | 5/60                |
| Kratkostična napetost       | %        |          |          |                     |
| Vezava                      |          |          |          |                     |
| Transformator b.l.r. moč    | MVA      |          |          |                     |
| Prestavno razmerje          | kV       |          |          |                     |

|          | Moč     | Režim    | Tlak   | Pretok   | leto |
| -------- | ------- | -------- | ------ | -------- | ---- |
| Vročevod | 5,25 MW | 130/70°C | 10 bar | 125 m3/h | 1959 |
| Vročevod | 5,25 MW | 130/70°C | 10 bar | 125 m3/h | 1959 |
| Parovod  | 5 MW    |          |        | 5 t/h    | 1959 |
| Vročevod | 5 MW    | 130/70°C | 10 bar | 125 m3/h | 1967 |
| Vročevod | 5 MW    | 130/70°C | 10 bar | 125 m3/h | 1967 |